# Ekorrbär
Ekorrbär (Maianthemum bifolium) är en art i familjen Sparrisväxter. Arten förekommer naturligt i Europa och österut till östra Asien och Japan. Den växer i skog och lund över hela Norden samt på fjällen ända till trädgränsen eller något däröver.
Ekorrbär en är flerårig ört som blir cirka 20 cm hög. Den har vanligen endast två hjärtlika, bågnerviga näringsblad, fästade på stjälkens övre del. Avvikande exemplar med tre blad finns dock. Blomman är bildad av fem tvåbladiga kretsar (således totalt fyra hylleblad och fyra ståndare).  Blommans alla delar har ungefär samma gräddvita färg. Frukten är ett bär. Först sent på hösten får bären sin fulla saftighet och mörkt vinröda färg. För sin forms skull kallas de även hjärtbär. Växten är giftig.
Arten liknar stort ekorrbär (M. dilatatum), men den senare blir större och upp till 45 cm hög.

## Hybrider
Ekorrbär växer delvis sympatriskt med stort ekorrbär (M. dilatatum) och där kan man finna hybriden mellan dem som fått namnet M. ×intermedium Voroschilov.

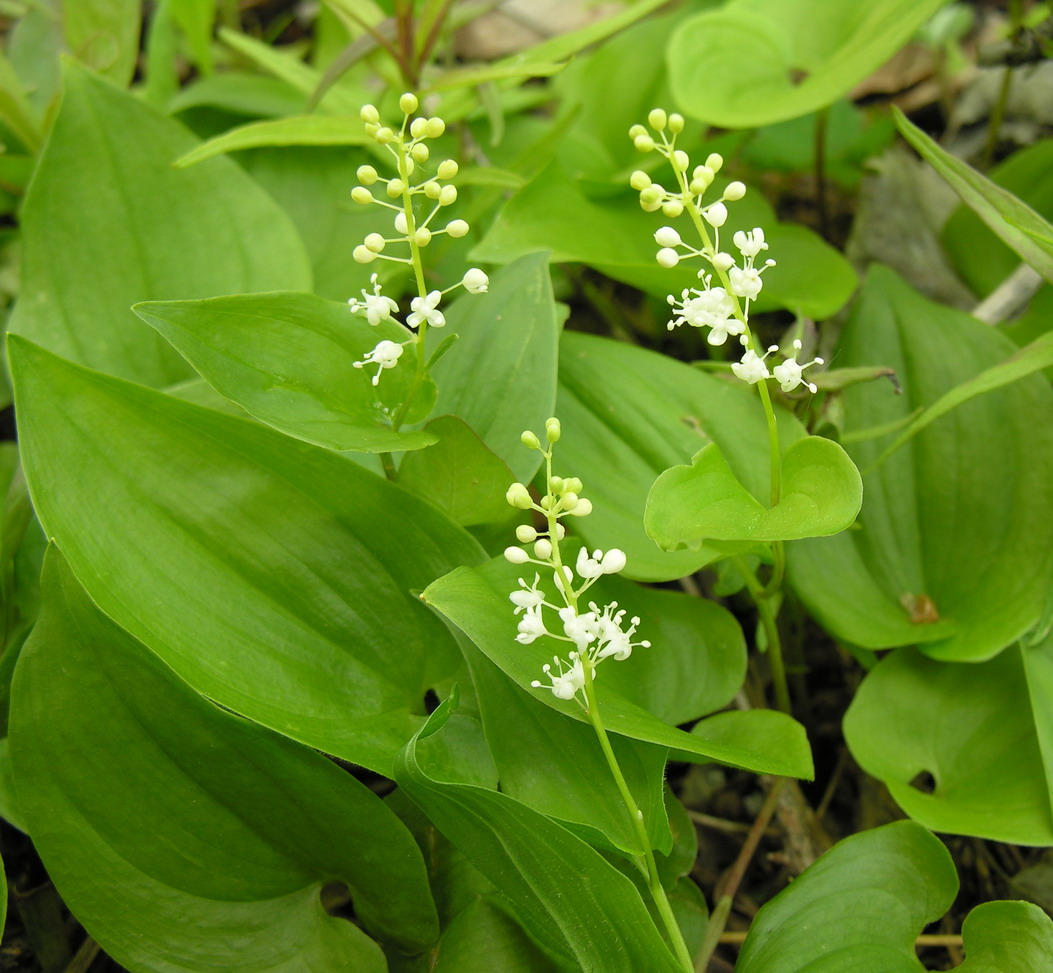

## Synonymer

### Svenska synonymer
Tvåbladkonvalj 

### Vetenskapliga synonymer
Convallaria bifolia L.
Convallaria cordifolia Stokes nom. illeg.
Convallaria pulchella Salisb. nom. illeg.
Convallaria quadrifida Lam. nom. illeg.
Maia bifolia (L.) Salisb.
Maianthemum convallaria Weber nom. illeg.
Maianthemum cordifolium Moench nom. illeg.
Maianthemum smilacinum Friche-Joset & Montandon nom. illeg.
Monophyllon lobelii Delarbre nom. illeg.
Sciophila convallarioides Wibel nom. illeg.
Styrandra bifolia (L.) Raf.
Unifolium quadrifidum All. nom. illeg.